# هانس أولريش فرنك
هانس أولريش فرنك (بالألمانية: Hans Ulrich Franck)‏ هو رسام ألماني، ولد في 1590 في كاوفبويرن في ألمانيا، وتوفي في 1675 في آوغسبورغ في ألمانيا.